# Kingstree
Kingstree är administrativ huvudort i Williamsburg County i South Carolina. Staden har fått sitt namn efter weymouthtallen som användes för skeppsmaster under kolonialtiden. Benämningen king's tree, kungens träd, syftade på att trädslaget i fråga var den brittiska statens egendom. Enligt 2020 års folkräkning hade Kingstree 3 244 invånare.